# Homologación en carreras de motocicletas
En deportes con automotores, homologación es el proceso de aprobación mediante el cual un vehículo, pista de carreras, o una parte de un vehículo, sufre una serie de análisis necesarios para certificar que cumple las reglas para competir en una cierta carrera o liga o grupo de carreras (serie). Las regulaciones y reglas que debe cumplir son generalmente puestas por una organización o federación de organizaciones, particulares o gubernamentales, nacionales  o internacionales,  que pueden  o no además organizar las carreras, competencias, categorías específicas y que cuando ya está homologado el vehículo, pieza o circuito, puede entonces correr o ser usado en la competencia para la que fue homologado.
Resumiendo es una certificación de que algo cumple las reglas y requisitos para participar en cierto (o ciertos) eventos competitivos motorísticos. Cuando el vehículo, parte o circuito cumplió satisfactoriamente la homologación se dice que el mismo está homologado para la competencia o serie de que se trate.
La palabra homologación viene del griego Homologeo "digo lo mismo" o sea "estoy de acuerdo".
Las homologaciones en carreras de motocicletas son una serie de regulaciones y requerimientos para motocicletas de carreras y sus partes, para su aceptación en competiciones. Son reguladas por los distintos cuerpos que regulan las distintas  competencias implicadas. Siendo la FIA el principal organismo regulador para competencias internacionales de la actualidad, desde su fundación en septiembre de 1904 continuando vigente en el 2015.

## Principales organismos homologadores
De acuerdo a su importancia internacional, número de competidores o espectadores, velocidades que se manejan, etc. Algunos de los principales organismos reguladores de competencias motociclísticas son:
FIM Federación internacional de motociclismo
- MotoGP
- Campeonato Mundial de Motociclismo de Resistencia
- Trial de las Naciones
- Moto2
- Moto3
- Fórmula 750
- Campeonato Mundial de Superbikes.[2]
- Campeonato del Mundo de Enduro
- Campeonato del Mundo de Ice Racing
- Campeonato del mundo de Sidecarcross
- Campeonato Mundial de Motocross

TT Isla de Man
Campeonato Mundial de Trial
Campeonato del Mundo de X-Trial
Grand Prix de Speedway
Red Bull X-Fighters
AMA American Motorcyclist Association
- Campeonato de la AMA de Superbikes
- Campeonato AMA Daytona Sportbike
- Campeonato AMA Pro SuperSport
- Campeonato de la AMA de Superbikes

Campeonato Europeo de Motociclismo

## Ejemplos de producciones específicas para homologación

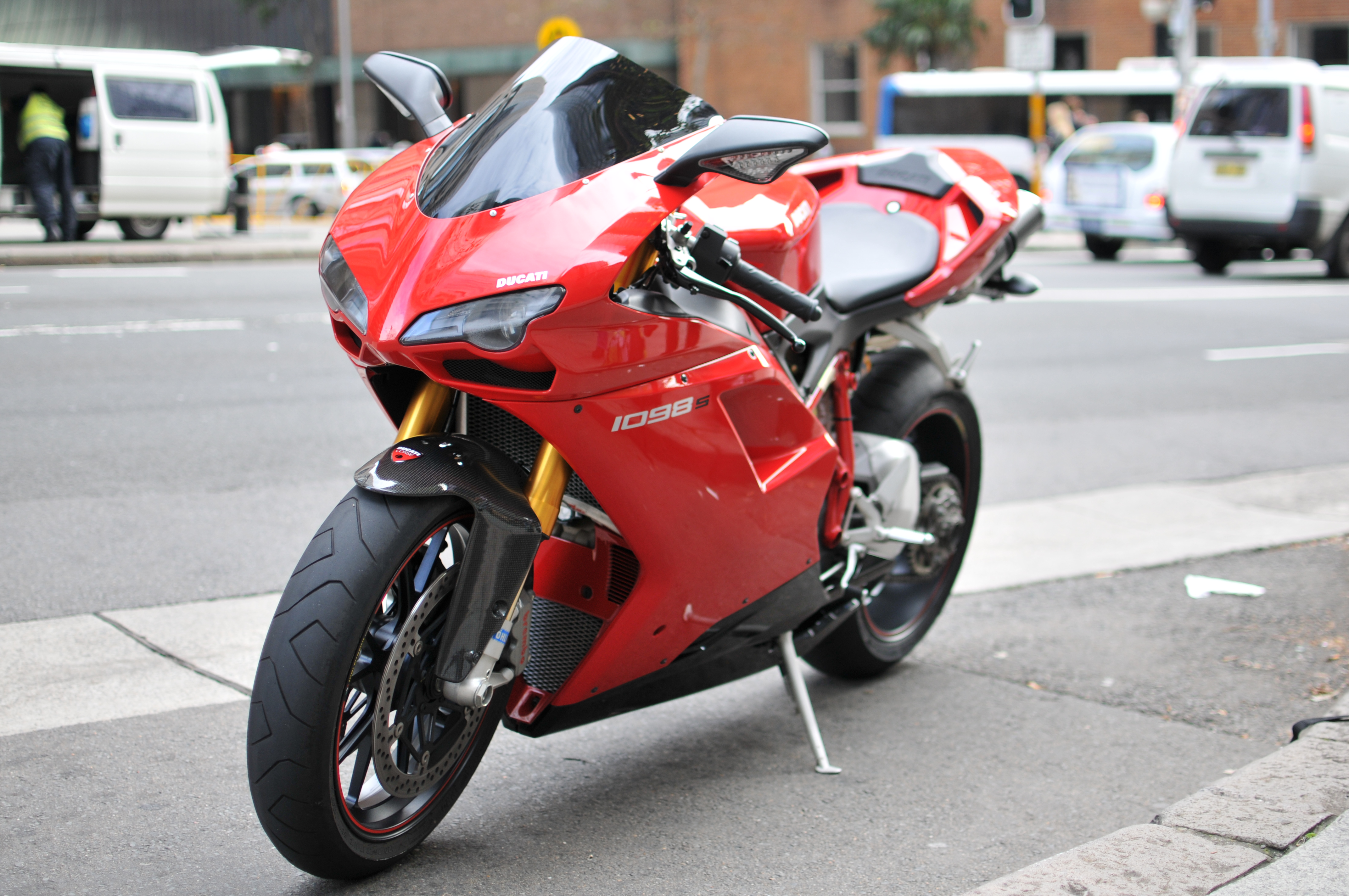
Ducati 1098 S

La Ducati 1098R de 2008, una edición limitada de la 1098 S sportbike. Ducati se refería a la 1098R, como la Homologation Special.

Aunque la 1098S tenía características para ser adecuada para funcionar en las calle (por ejemplo, confiabilidad, economía de combustible, manejabilidad), la 1098R estaba hecha para las competencias. 

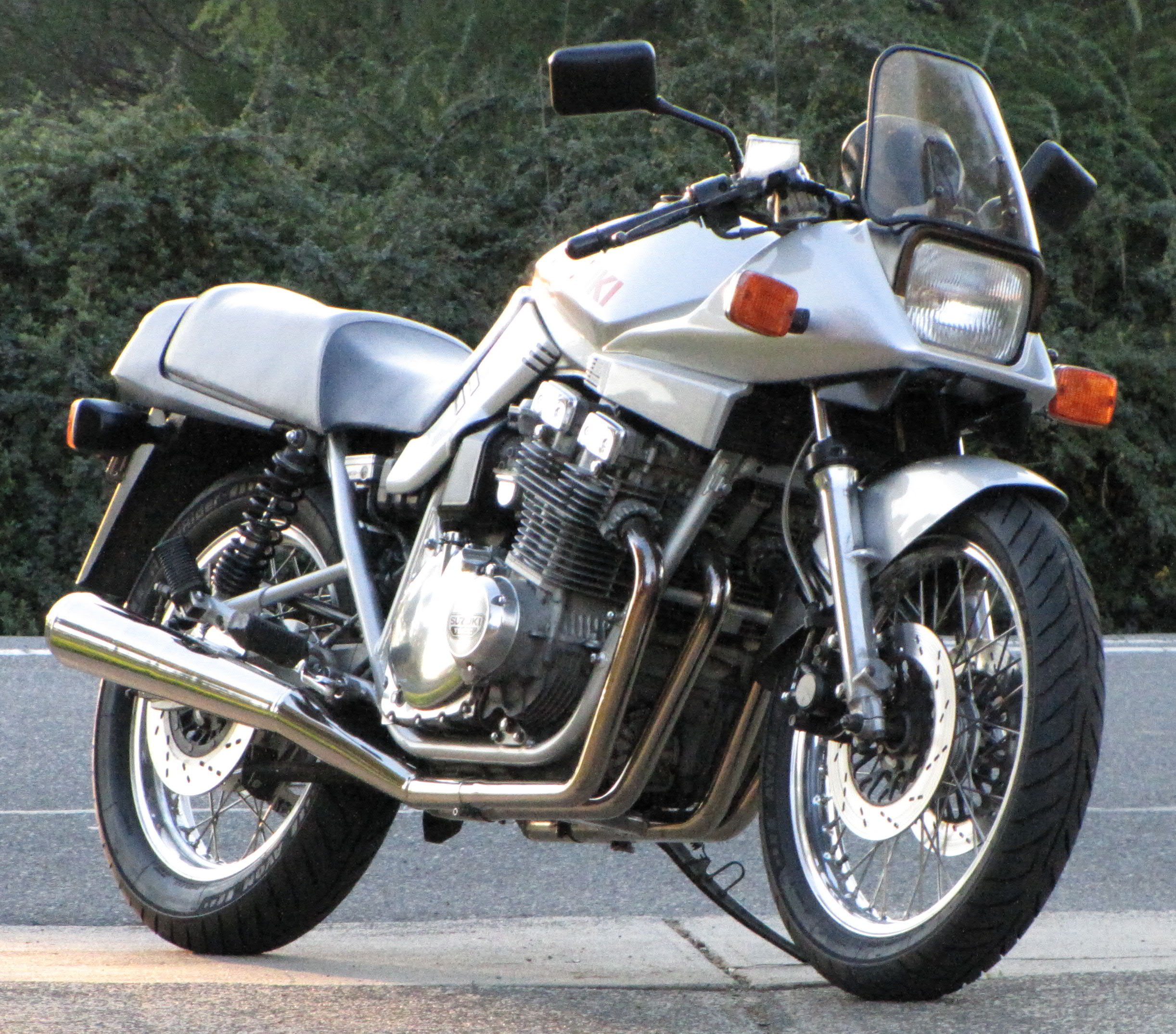
Suzuki Katana GSX1100

Algunas variaciones del Modelo Z de Katana 1100SZ de 1981 fueron producidas para el mercado de carreras. La GSX1000SZ (circa 1981)  fue una variación de 998cc de la GSX1100SZ, producida en suficientes números para ser considerada una motocicleta de producción en masa elegible a ser modificada para carreras internacionales Superbike en la categoría de 1000cc. El bastidor de la GSX1000SZ tenía números de serie que iniciaban en el número GS10X-500001,... y tenían un árbol de levas de admisión (parte 12711-49201) empatado con el mismo árbol de salida estándar de la GSX1100SZ (parte 12700-45820).  Asimismo la 1000SZ también tenía carburadores de placa redondeada Mikuni VM32SS y muchas veces traían rines (opcionales) con rayos de alambre, que eran más ligeros, y con rin trasero de 18", lo que permitía neumáticos más adecuados para competencias de velocidad. Debido a lo limitado de su producción y a la rareza de su construcción, es una moto muy cotizada.
La GSX1100SXZ "Rines de alambre" fue una moto de fábrica aún más rara de conseguir. Encargada para carreras en Nueva Zelanda, se fabricaron 30 unidades llamadas New Zealand E27 spec GSX1100SXZ (E27 era el código para las motos especiales del mercado de Nueva Zelanda). Durante esa época las ventas en Nueva Zelanda estuvieron en su punto histórico más alto logrando obtener alrededor del 42% del mercado global. Debido en gran parte al éxito de las carreras en ese periodo y lugar.

En 1981 el piloto "Kiwi Suzuki" Graeme Crosby había terminado en quinto lugar en el campeonato mundial de 500cc y defendió con éxito su título de campeón en el TT Fórmula uno.  La E27 SXZ tenía rines de rayos de alambre, frenos delanteros más potentes, carburadores  Mikuni  VM36SS de apertura oval, mofles con apertura de 33mm (iguales a los usados en la carrera 6 horas de Castrol por la GSX1100T), árbol de levas de alto desempeño (aunque lo más probable es que tuviera perfiles de Yoshimura ya que Pops Yoshimura estaba construyendo Superbikes Suzuki y motos para la TT durante ese periodo), tubería de frenos blindada y un juego adicional de platos de embrague. 

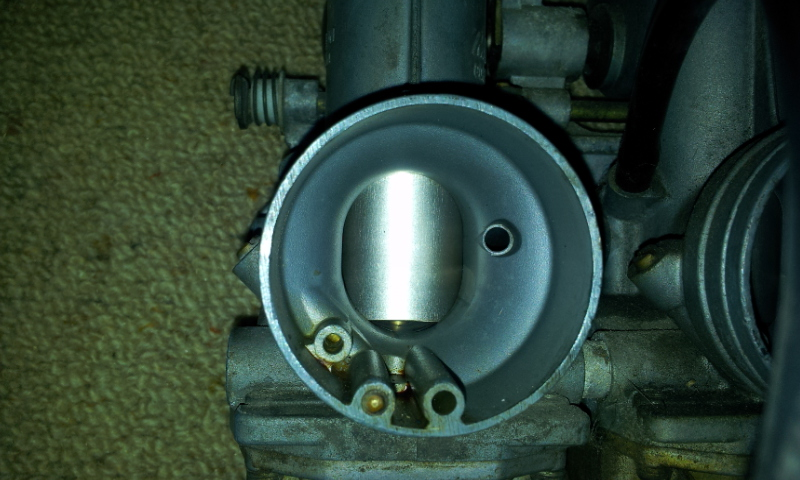
Carburador Mikuni VM36SS, detalle

 Veinte unidades de la E27 fueron entregados a los distribuidores de Nueva Zelanda (Colemans) ya que 20 unidades es el mínimo requerido para ser consideradas motocicletas de producción y por lo tanto homologables bajo las reglas de la entonces encargada de las reglas de competencia en Nueva Zelanda (la New Zealand Autocycle Union). La GSX1100SXZ fue coronada la Campeona del periodo 1981/1982 "NZ National Production Champion" (pilotos Dave Hiscock, Neville Hiscock y Robert Holden), pero falló para ganar la "Castrol 6-Hour" de 1981, única carrera de Castrol que perdió la Suzuki en 5 años. 25 unidades más de la misma E27 spec SXZ fueron construidas por Suzuki y exportadas a Sudáfrica.